# Georg Muffat
Georg Muffat (Taufe 1. Juni 1653 in Megève (Savoyen); † 23. Februar 1704 in Passau) war ein Komponist und Organist des Barocks.
Bereits in jungen Jahren konnte Muffat in Paris den Stil Jean-Baptiste Lullys kennenlernen. Nach kurzen Stationen im Elsass, in Ingolstadt, Wien und Prag erhielt er eine Anstellung in Salzburg bei Erzbischof Max Gandolph Graf von Kuenburg, von wo aus er im Zuge einer Italienreise mit dem Wirken Arcangelo Corellis vertraut wurde. Zuletzt arbeitete Muffat in Passau, eine wahrscheinlich intendierte Anstellung in Wien konnte er nicht erlangen.
In seinen Concerti grossi verband er italienischen und französischen Stil und wurde so zum Vorreiter des „vermischten Geschmacks“. Während Werke für Orgel und solche für Instrumentalensembles in Drucken vorliegen, blieb nur eine seiner drei Messen erhalten, aus den Opern ist uns keine Musik bekannt. Muffats Traktat über den Generalbass ist für seine Zeit außergewöhnlich umfangreich und genau. Die Hinweise zur Aufführungspraxis in seinen Drucken sind heute für die Darbietung der Alten Musik von großer Bedeutung.

## Leben

### Jugend und Flucht aus dem Elsass

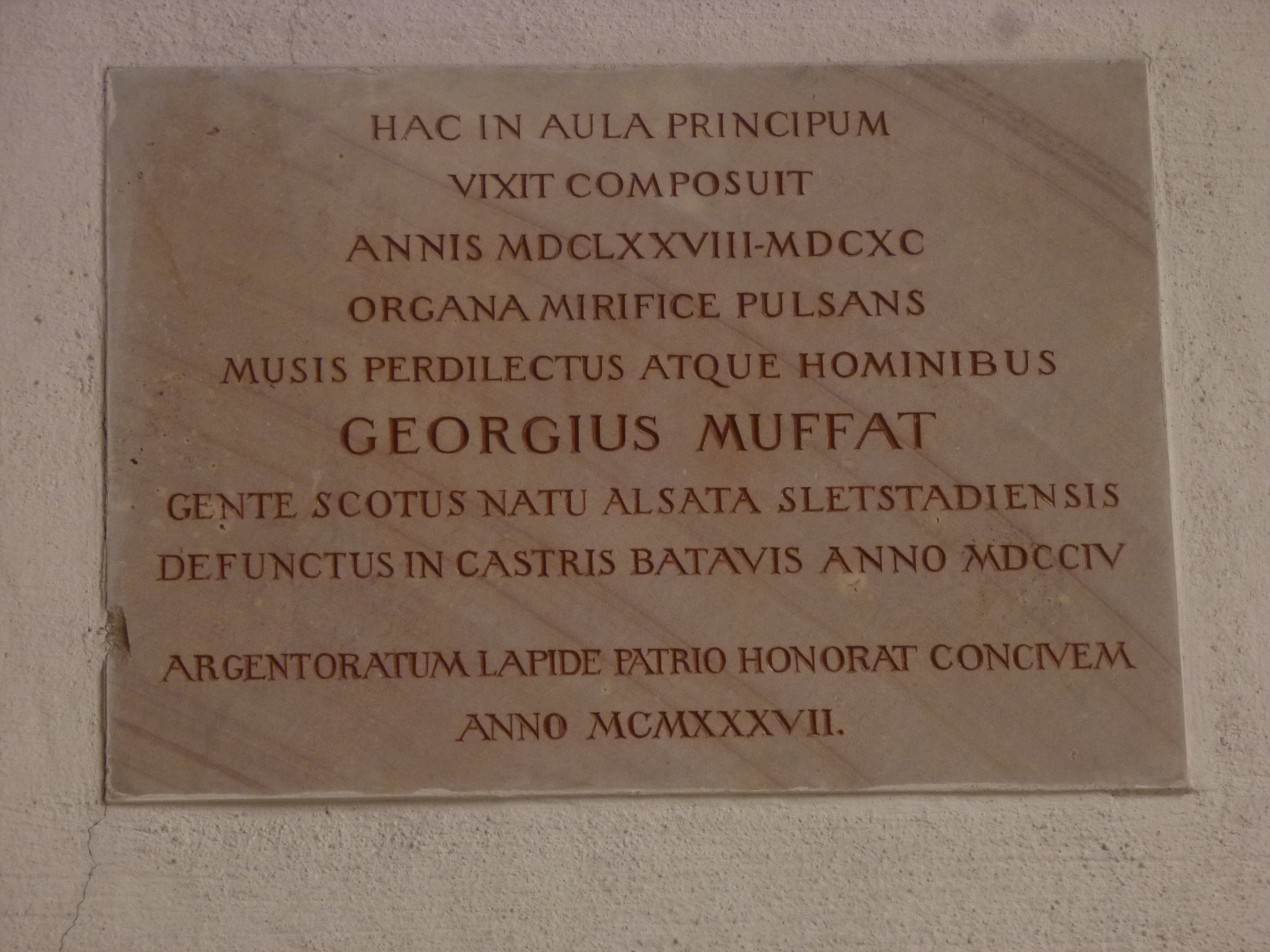
Gedenktafel für Georgius Muffat am Residenzgebäude in Salzburg

Georg Muffat wurde als Sohn von Andreas Muffat und Margarita Orsy geboren. Die Vorfahren väterlicherseits kamen aus dem schottischen Ort Moffat.
Als Knabe ging Muffat in den Elsass, dann nach Paris, um von 1663 bis 1669 bei Lully und anderen zu studieren. Muffat stellt damit eine Ausnahme dar, da man üblicherweise Musiker nicht auf Studienreisen nach Frankreich schickte, sondern französische Geiger oder Oboisten an die protestantischen Höfe holte. Es wurde spekuliert, dass er in Paris Mitglied des Elite-Orchesters Les Vingt-quatre Violons du Roy war. Muffat vervollständigte seine Ausbildung an den Jesuitenkollegien in Schlettstadt (heute Sélestat) und ab 1671 in Molsheim, wo er zum Organisten des hier im Exil wirkenden Straßburger Domkapitels ernannt wurde. Wegen des Krieges im Rahmen der Reunionspolitik Ludwigs XIV. floh er aus dem Elsass und studierte ab 1674 Rechtswissenschaften in Ingolstadt, was aus dem Universitätsregister hervorgeht. Von dort übersiedelte er nach Wien. Eine Sonate von ihm, die 1677 in Prag kopiert wurde, legt Studien in Wien etwa bei Johann Heinrich Schmelzer nahe. Muffats Tochter Maria Anna gab an, dass ihr Vater dreißig Jahre lang im Dienst der Familie Harrach stand, was – vom Todesjahr 1704 zurückgerechnet – einen Diensteintritt Mitte der 1670er Jahre bedeuten würde. Laut einem Dokument des Stephansdoms heiratete er 1677 in Wien Anna Elisabetha Vollin, verwaiste Tochter eines Verwalters aus Waidhofen in der Nähe von Ingolstadt. Im selben Jahr ging er nach Prag und von dort aus 1678 nach Salzburg.

### Salzburg und Italienreise
In Salzburg erhielt Muffat neben Heinrich Ignaz Franz Biber eine Anstellung als Domorganist und Kammermusiker bei Erzbischof Max Gandolph Graf von Kuenburg. Letzterer ermöglichte ihm in den frühen 1680er Jahren einen Aufenthalt in Italien für ein Studium bei Bernardo Pasquini in Rom. Muffat hörte Concerti grossi von Arcangelo Corelli und komponierte Werke, die in Corellis Haus aufgeführt wurden, wenn man dem Vorwort seiner Werksammlung Auserlesene Instrumental-Music folgt, in dem er offenbar eine enge Beziehung zu diesem großen Komponisten zum Ausdruck bringen wollte. Die Einreise ist durch eine Quarantäne an der Grenze zur Republik Venedig beginnend im Oktober 1681 datierbar; im September 1682 brach Muffat von Rom wieder nach Salzburg auf.

Melchior Küsel: 1100-Jahrfeier im Salzburger Dom (1682/83), Salzburg Museum, Salzburg. Wahrscheinlich zur Aufführung der Missa salisburgensis positionierte Musiker auf den Vierungsemporen und im Chorraum

1682 feierte das Erzbistum Salzburg den 1100. Jahrestag der Gründung durch Rupert von Salzburg. Zusätzlich zu musikalischen Festlichkeiten, denen vielleicht Muffats einzige erhaltene Ordinariumsvertonung Missa in labore requies zugeordnet werden kann, entstanden Drucke der Hofkomponisten wie Muffats Armonico Tributo. In den Quellen spiegelt sich die Amtshierarchie wieder: Das repräsentative Theaterstück hat auf dem Programmzettel den Namen des Hofkapellmeisters Andreas Hofer, während andere Hofmusiker dem Fürsten neu entstandene Werke widmeten. Als Biber 1684 Kapellmeister wurde, dürften dessen frühere Verpflichtungen zur Bereitstellung von Instrumentalmusik auf Muffat übergegangen sein.
In Salzburg wurden Muffat sieben Kinder geboren. Die Taufpaten waren durchwegs adlig: Verwandte des Erzbischofs oder Personen aus dem Domkapitel.

### Augsburg, München und Passau
Nach dem Tod des Erzbischofs 1687 setzte er seine Arbeit unter dessen Nachfolger Johann Ernst von Thun und Hohenstein fort. Anlässlich der Palliumsübergabe komponierte Muffat die heute verlorene Oper La Fatali Felicita di Plutone. Bereits 1685 wünschte er jedoch, von Salzburg nach Wien zu wechseln, was aus einem Brief an Graf Ferdinand Bonaventura I. von Harrach, dessen Tochter Rosa Angela er auf dem Cembalo und im Gesang unterrichtete, hervorgeht. Anfang 1690 war er in Augsburg bei der Krönung von Kaiser Leopolds ältestem Sohn Joseph zum römischen König und überreichte dem Widmungsträger Leopold seinen Apparatus musico-organisticus. Ebenfalls 1690 besuchte er München und traf seinen künftigen Arbeitgeber, um Anstellungsbedingungen zu diskutieren.
Von diesem Jahr an war er Kapellmeister am Hof des Bischofs Johann Philipp von Lamberg in Passau und Hauslehrer der dortigen Pagen. Nach Stadtbränden und dem Tod Georg Kopps 1666 war das kompositorische Niveau in Passau auf niedriger Stufe verblieben. Muffat sorgte für ein abwechslungsreiches Repertoire und ließ Musikalien von Melchior d’Ardespin, Biber und Johann Caspar von Kerll anschaffen. Eigentlich nur für die Hofmusik zuständig, trachtete Muffat nach Einfluss auf die Dommusik und bewarb sich um Kost, Logis und Unterweisung der Diskantisten.
Womöglich hoffte Muffat, durch die Verbindungen des Bischofs Lamberg nach Wien noch an das Ziel seiner Wünsche zu gelangen. 1700 legte er jedoch in Passau sein Amt nieder, offiziell wegen seines Alters und der Belastung durch den eigenen Haushalt, eventuell allerdings wegen Streitigkeiten mit anderen Kirchenmusikern und Kritik an seinem Umgang mit den Chorknaben.
In Passau kamen zwei weitere Kinder Muffats zur Welt. Drei von Muffats Söhnen arbeiteten an der Hofkapelle in Wien: Franz Georg Gottfried (1681–1710), Johann Ernst (1686–1746) und Gottlieb Muffat (1690–1770).

## Musik
In den Concerti grossi der Auserlesenen Instrumentalmusik zeigt sich Muffat als „Individualist“. Er kann weder in die Reihe der Italiener noch der deutschen „Lullisten“ wie Johann Sigismund Kusser oder Philipp Heinrich Erlebach gestellt werden, sondern gilt durch seine Synthese des italienischen und französischen Orchesterstils unter Berücksichtigung deutscher Eigenheiten betreffend Anlage und Stil als Vorreiter des „vermischten Geschmacks“, der später auch in der Theorie für die deutsche Musik reklamiert wurde. Somit trug Muffat zur Auflösung eines nach „Nationen“ spezifizierten Musikbegriffs bei. Als zukunftsweisend kann die kontrapunktische Bearbeitung des thematischen Materials aufgefasst werden.

### Frühe Werke
Das einzige handschriftlich überlieferte Werk ist eine Violinsonate, die in Prag entstand, ein „ausgereifte[s] Werk des 24 jährigen Musikers“. Auffällig ist eine modifizierte Wiederholung des eröffnenden thematischen Materials am Ende der Sonate, wie es etwa auch in Sonaten Antonio Bertalis und Schmelzers zu finden ist, vor allem jedoch, dass das Metrum nie auf einen Dreier-Takt wechselt und dass ein Motiv über fast alle Abschnitte hinweg prägend bleibt. Auch der Chromatizismus weist auf Wiener Einflüsse.
Zu den frühesten dokumentierten Werken aus der Salzburger Zeit gehören die heute verlorenen Opern Marina Armena (1679) und Königin Mariamne (1680).

### „Armonico tributo“ und „Auserlesene Instrumentalmusik“

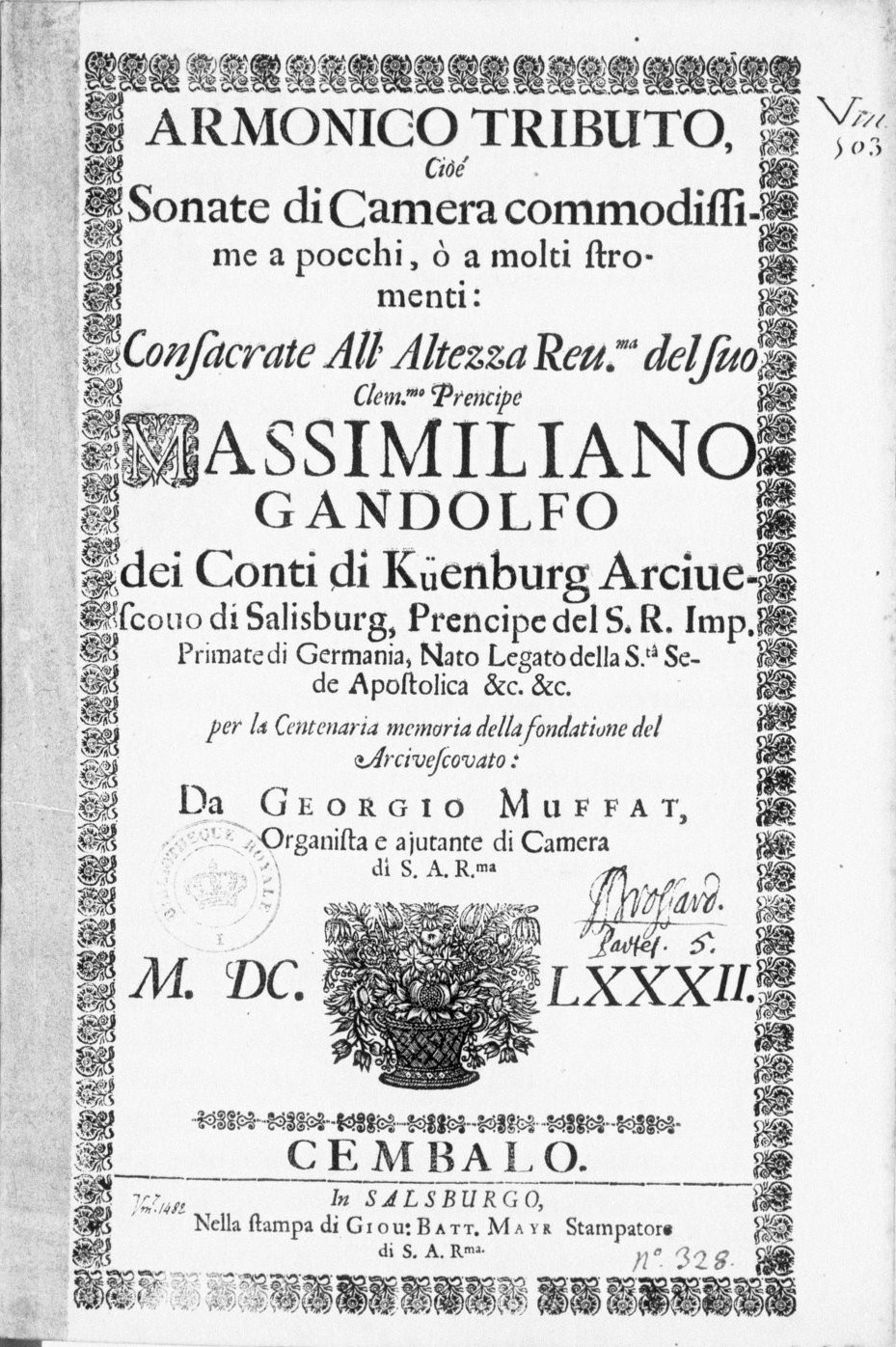
Titelseite von Armonico tributo, gedruckt in Salzburg 1682

Muffat, der in Frankreich und Italien genaue Kenntnisse der Stile von Lully und Corelli gewonnen hatte, veröffentlichte 1682 die Konzertsammlung Armonico tributo mit französischen und italienischen Stilelementen. Muffat bezeichnete die Stücke explizit als Sonate di Camera, da er auf Grund der Tanzsätze eine Darbietung in der Kirche nicht für angemessen hielt. Die Tanz- und Nichttanzsätze bilden dabei ein Gleichgewicht. Bereits auf dem Titelblatt findet sich der Hinweis, dass die „Sonaten“ der Sammlung sowohl in kleiner als in großer Besetzung realisierbar sind, ein Konzept, das Corelli ebenfalls verwendete. Solo- und Tutti-Passagen sind durch die Buchstaben „S“ und „T“ markiert. Da die italienische Manier, verschiedene Ensemble-Größen zu mischen, in Salzburg relativ unbekannt war, fügte Muffat detaillierte Erklärungen im Vorwort bei. In Abweichung zu Corelli sah Muffat im Grosso-Ensemble zwei Bratschen statt einer vor, was einen fünfstimmigen Satz nach älterer deutsch-italienischer Art ergab: Die „strukturell dichte Fünfstimmigkeit des Deutschen“ kontrastiert mit der „klangbetonten Vierstimmigkeit des Italieners“.
Die eröffnenden Sätze folgen dem Muster langsam–schnell, wobei manche der Grave-Einleitungen nur kurze Akkordfolgen darstellen und somit an den Eingang venetianischer Opernsinfonien erinnern. Italienisch sind zudem die Vorhaltsketten am Beginn von Sonata II, die stark an Corelli erinnern, dessen Einfluss auch in den fugierten Passagen, dem „gehenden“ Bassfundament oder der Vermeidung einer standardisierten Satzfolge zu erkennen ist. Der französische Stil ist besonders an einfachen zweiteiligen Tänzen erkennbar. Als typisch deutsch kann die Tendenz zum breiten Ausspinnen und Ausarbeiten sowie zur polyphonen Durcharbeitung gelten. Diese ist im vielseitigen Allegro-Teil der Eröffnung von Sonata II in Form einer kontrapunktischen Verdichtung zu erleben mit Themeneinsätzen in Terzen, Themenumkehrungen und Verwebung mit Motiven des Kontrapunkts, sodass die thematische Substanz gleichmäßig das Gewebe durchzieht. Die französischen und italienischen Elemente verbinden sich in der großen abschließenden Passacaglia durch Überlagerung verschiedener Rhythmen, ein vor dem 20. Jahrhundert höchst selten anzutreffender Effekt.
Die 1701 veröffentlichten Werke Auserlesener mit Ernst- und Lust-gemengter Instrumental-Music Erste Versammlung sind als „Concerti“ bezeichnet, einige davon sind jedoch Überarbeitungen der „Sonaten“ der Sammlung von 1682, die in größerer Eile vorbereitet wurden und daher von Muffat in späteren Listen seiner Werke übergangen wurden. Muffat arbeitete den fünfstimmigen Satz um, sodass die Reduktion zur Triosonate nun einfacher möglich wurde, zudem gab er als Annäherung an den französischen Klang die Wiedergabe des Concertino als Bläsertrio frei. Im Vorwort betont Muffat, dass wegen der unterschiedlichen Charaktere der Sätze die Concerti auch nicht zum Tanzen taugen, sondern nur „zur absonderlichen Erquickung deß Gehörs“. Muffat trachtete danach, durch rasche Aufeinanderfolge der Sätze den „Zuhörer in einer continuierlichen Aufmerksamkeit“ zu bannen.

### Weitere Instrumentalmusik
Die zwei Bände Florilegium I (1695) und II (1698) folgen mit ihren Orchestersuiten Lully nach. Die als Ouvertüren bezeichneten Eröffnungssätze haben geraden Takt, punktierten Rhythmus und diverse Verzierungen. Es herrscht Fünfstimmigkeit, wobei jedoch die Außenstimmen, Violine und Bass, das Geschehen tragen. Während das Vorbild Lully mitunter nur diese beiden Stimmen notierte und das Aussetzen der Füllstimmen seinem Sekretär überließ, gestaltete Muffat die Mittelstimmen kunstvoll und erzielt damit Abwechslungsreichtum. In allen Suiten mit Ouvertüren finden sich fugierte Sätze. Nach dem Muster des Ballet de cour deuten „Entrées“ mit programmatischem Titel den Auftritt der Tänzer an. Muffat teilt dabei die Vorliebe der Komponisten von Orchestersuiten seiner Zeit für das Spanische beim Skizzieren von Nationalcharakteren. Im Druck ist ein Essay in den damaligen vier Weltsprachen Lateinisch, Deutsch, Italienisch und Französisch mit Musikbeispielen über das französische System der Bogenführung und andere Eigenheiten der französischen Aufführungspraxis enthalten.
Die zwölf umfangreichen Toccaten des Apparatus musico-organisticus erinnern in ihrer Abfolge zahlreicher Abschnitte, ihren extremen Kontrasten und der vielgestaltigen Verzierungstechnik an die Toccaten von Girolamo Frescobaldi, den Muffat auch im Vorwort als Vorbild nennt. Die für das spätere Barock wichtige Übernahme des italienischen Kammer- und Continuo-Idioms in Musik für Solo-Tasteninstrumente könnte auf Pasquini zurückgehen. Die ersten acht Toccaten stellen die Kirchentonarten vor, es folgen vier in transponierten Tonarten und drei Variationswerke: Ciacona, Nova Cyclopeias Harmonica und Passacaglia. Technisch ist Muffats Musik für Tasteninstrumente anspruchsvoll, jedoch ohne ausgestellte Virtuosität.

### Missa in Labore Requies
Muffats einzige erhaltene Messe ist in 29 Einzelsätze gegliedert mit knappen musikalischen Gedanken und einfacher Harmonik, die der Vielstimmigkeit entspricht. Als Einleitung fungiert eine Sonate. Die Instrumentalchöre, die eine bunte Klanglichkeit entfalten, sind nicht fest bestimmten Vokalchören zugeordnet.

## Theoretische Werke
Muffats 1699 veröffentlichte Schrift Regulae Concentuum Partiturae kann mit seiner Materialfülle und Differenziertheit der Darstellung als Höhepunkt der Traktate über den Generalbass im 17. Jahrhundert angesehen werden. Im Gegensatz zu einigen älteren Werken beschränkt sich Muffat jedoch auf praxisbezogene Aspekte und blendet Grundfragen der Generalbasspraxis aus. Muffat geht von elementaren „Griffen“ aus, dem Dreiklang, dem Sextakkord und dem Quintsextakkord, der Quartsextakkord wird hingegen als Vorhalt eingestuft. Zusammengefügt werden die Akkorde durch ein Konzept, dessen Grundlage sich in Form von „Leitintervallen“ (siehe Leitton) beschreiben lässt. Aus heutiger Sicht überraschend ist das ausdrückliche Lob für Oktav- und Quintparallelen, wenn durch dazwischenliegende andere Töne in kleineren Notenwerten in einer der beiden Stimmen ein direktes Aufeinanderfolgen dieser Konsonanzen vermieden wird.
Eine kleinere Muffat zugeschriebene Lehrschrift ist Regulae Fundamentales betitelt und bringt im Gegensatz zu den Regulae Concentuum Partiturae keine ausgesetzten Beispiele, sondern begnügt sich mit beziffertem Bass.
In seiner eigenen Musik weicht Muffat von den Regeln seiner Lehrwerke durchaus ab. Interessiert man sich für Fragen der Besetzung des Continuo, liefert die Instrumental-Music einen Hinweis auf eine Vorliebe für volles Instrumentarium.

## Rezeption

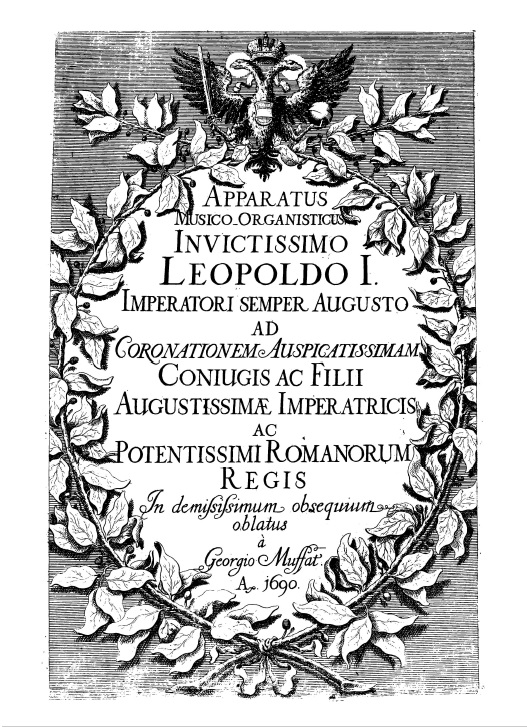
Titelseite des Apparatus musico-organisticus, gedruckt 1690

Muffat stellte mit den etwa gleichaltrigen Johann Sigismund Kusser und Johann Caspar Ferdinand Fischer der nächsten Generation deutscher Komponisten Modelle für die Orchestersuite bereit. Das von ihm im Süden des deutschen Sprachraums vorgestellte Konzert drang jedoch vorerst nicht in den Norden vor. Dies blieb erst den Beiträgen der Venezianer Tomaso Albinoni und Antonio Vivaldi mit ihrer größeren Virtuosität vorbehalten. Muffats bedeutendster nachweisbarer Schüler ist sein Nachfolger als Organist in Salzburg Johann Baptist Samber, von dem keine Kompositionen erhalten sind.
Muffats Zeitgenossen und Nachwelt galt er als Größe seines Fachs, Charles Burney nannte ihn „one of the greatest harmonists of Germany“. Lange Zeit war Muffats Orgelwerk am bekanntesten, da der Apparatus musico-organisticus seit 1690 immer wieder veröffentlicht wurde, so auch von seinem Sohn Gottlieb, Hoforganist in Wien. Auch Johannes Brahms kannte diese Orgelwerke und schätzte besonders die Passacaglia. Die Ensemblemusik wurde zwar in Johann Gottfried Walthers Musicalischem Lexikon 1732 und in der Biographie universelle des musiciens et bibliographie Générale de la musique (1835–1844) von François-Joseph Fétis genannt, jedoch erst Ende des 19. Jahrhunderts durch den Nachdruck in der Reihe „Denkmäler der Tonkunst in Österreich“ zugänglich. 1888 dissertierte Ludwig Stollbrock über Georg und Gottlieb Muffat; die Sonaten und Concerti grossi wurden erstmals eingehend 1953 von Erich Schenk analysiert.
Muffats Bedeutung für die Alte Musik und ihre Pflege in der Gegenwart liegt vor allem in seinen zahlreichen Hinweisen zur Aufführungspraxis des französischen und italienischen Stils. 2001 erschien eine vollständige englische Übersetzung der Texte aus den Drucken Florilegium I und II sowie Auserlesene Instrumentalmusik.

## Werk

### Instrumentalmusik
- Sonata Violino Solo für Violine und Basso continuo. Prag 1677.
- Armonico Tributo, cioé Sonate di Camera comodissime a pocchi, ò a molti Stromenti für Streicher und Basso continuo. Salzburg 1682.
- Florilegium Primum. 7 Suiten für mehrere Instrumente. Augsburg 1695.
- Florilegium Secundum. 8 Suiten für mehrere Instrumente. Passau 1698.
  - Fasciculus I: Nobilis juventus: I Ouverture, II Entrée d’Espagnols, III Air pour des Hollandois, IV Gigue pour des Anglois, V Gavotte pour des Italiens, VI Menuet I pour des Francois, VII Menuet II
  - Fasciculus II: Laeta poesis: I Ouverture, II Les Poëtes, III Jeunes Espagnols, IV Autre pour les mêmes, V Les Cuisiniers, VI Les Hachis, VII Les Marmitons
  - Fasciculus III: Illustres primitiae: I Ouverture, II Gaillarde, III Courante, IV Sarabande, V Gavotte, VI Passacaille, VII Bourée, VIII Menuet, IX Gigue
  - Fasciculus IV: Splendidae nuptiae: I Ouverture, II Les Païsans, III Canaries, IV Les Cavalliers, V Menuet I, VI Rigodon pour de Jeunes Païsannes Poitevines, VII Menuet II
  - Fasciculus V: Colligati montes: I Ouverture, II Entrée de Maitres d’armes, III Autre Air pour les mêmes, IV Un Fantôme, V Les Ramonneurs, VI Gavotte pour les Amours, VII Menuet I pour l’Hymen, VIII Menuet II
  - Fasciculus VI: Grati hospites: I Caprice, II Gigue, III Gavotte, IV Rigodon dit le solitaire, V Contredanse, VI Bourée de Marly imitée (& Menuet), VII Petite Gigue
  - Fasciculus VII: Numae ancile: I Ouverture, II Entrée de Numa, III Autre Air pour le même, IV Traquenard pour de Jeunes Romains, V Air II pour les mêmes, VI Ballet pour les Amazones, VII Menuet I des Susdittes, VIII Menuet II
  - Fasciculus VIII: Indissolubilis amicitia: I Ouverture, II Les Courtisans, III Rondeau, IV Les Gendarmes, V Les Bossus, VI Gavotte, VII Sarabande pour le Genie de l’Amitié, VIII Gigue, IX Menuet
- Auserlesener mit Ernst und Lust gemengter Instrumental-Musik Erste Versamblung. 12 Concerti grossi mit thematischem Material aus Armonico Tributo. Passau 1701.
- Apparatus Musico Organisticus: 12 Toccaten und drei Variationswerke für Orgel. 1690. (Toccata undecimaⓘ/?)
- Partiten für Cembalo, als Manuskripte erhalten.

### Vokalmusik
Kirchliche Werke
- 3 Messen, Salve Regina, von denen lediglich die 24-stimmige Missa in labore requies erhalten blieb.[77][78]

Opern
- Marina Armena. Akademie-Theater, Salzburg 1679.
- Königin Marianne oder die verleumdete Unschuld. September 1680 ebenda.
- Le fatali felicità di Plutone. Salzburg 1687. Zur Amtseinführung von J. E. Graf von Thun als Fürsterzbischof.

### Schriften
- Regulae Concentuum Partiturae. Generalbass-Traktat. 1699.
- Nothwendige Anmerkungen bey der Musik. verschollen.